# 870 Manto
870 Manto è un asteroide della fascia principale. Scoperto nel 1917, presenta un'orbita caratterizzata da un semiasse maggiore pari a 2,3217899 UA e da un'eccentricità di 0,2651763, inclinata di 6,19680° rispetto all'eclittica.
Il suo nome fa riferimento a Manto, personaggio della mitologia greca e madre di Ocno, fondatore della città di Mantova che da lei prende il nome.